# Chiesa di San Leonardo (Collesalvetti)
La chiesa di san Leonardo è un luogo di culto cattolico dedicata al santo occitano Leonardo del Limosino ubicato nel paese di Stagno, località inglobata nel territorio di Collesalvetti, in provincia di Livorno; di proprietà dell'Istituto per il sostentamento del clero della diocesi di Pisa, è annessa alla diocesi di Livorno.

## Storia

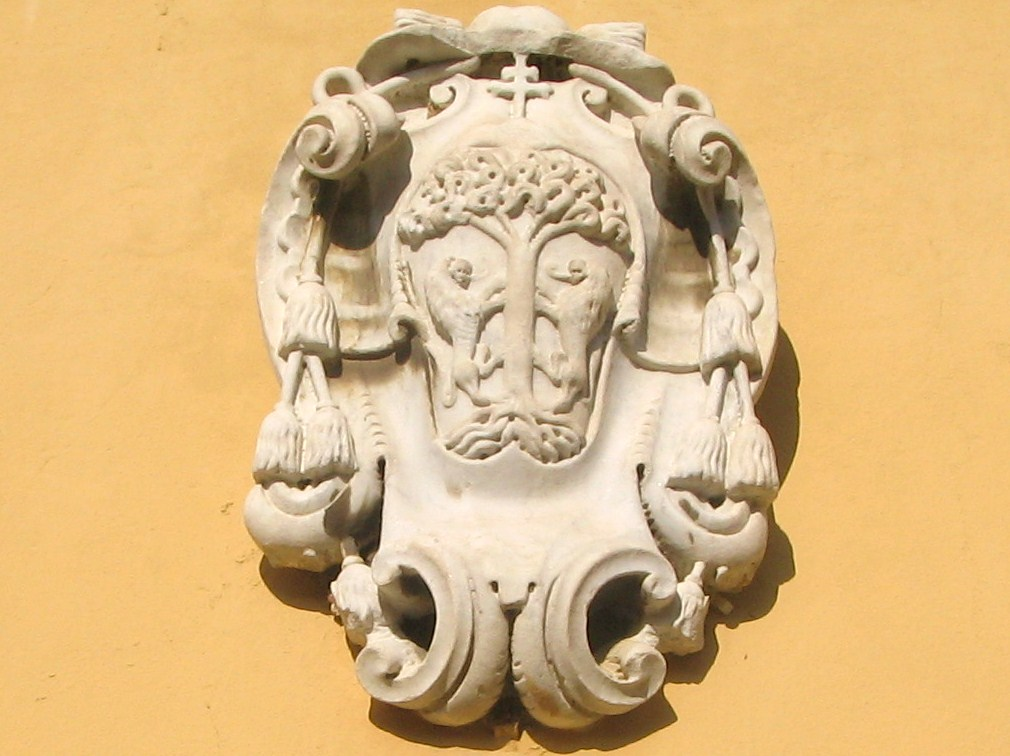
Stemma dell'arcivescovo Angiolo Franceschi, all'esterno della chiesa

Si hanno notizie di un'antica chiesa di San Leonardo, contigua all'omonimo ospedale di Stagno. La chiesa sarebbe caduta in rovina a metà del XV secolo. All'inizio del XVIII secolo la chiesa sarebbe stata recuperata con la consacrazione alla santissima Annunziata. La chiesa, di proprietà della famiglia patrizia Salviati, sarebbe stata alienata dal cardinale Gregorio Anton Maria Salviati, alla mensa arcivescovile di Pisa, in cambio di una serie di appezzamenti nella tenuta di Migliarino. Nella seconda metà del XVIII secolo l'arcivescovo di Pisa, Angiolo Franceschi, la sconsacrò e l'edificio venne utilizzato come stalla.
Soltanto nel 1864, su interessamento del cardinale pisano Cosimo Corsi sarà costruita, a cinquanta metri dalla precedente, una chiesa intitolata a San Leonardo del Limosino e al beato Guido della Gherardesca.
Non sono ben chiari i motivi che spinsero un alto prelato come il cardinale Corsi a promuovere con forza l'edificazione di tale chiesa, in una zona che ancora in quel periodo era poco popolata, sebbene soggetta ad un rapido incremento demografico dovuto alle varie bonifiche dell'ambiente paludoso circostante. Non è tuttavia da escludere che il cardinale Corsi, esponente di spicco dei cattolici intransigenti, che subì anche l'onta della prigionia nel 1860, abbia voluto rafforzare il ruolo della chiesa anche nei luoghi più sperduti, in un momento di grave difficoltà in cui versavano le istituzioni religiose. La fine dei lavori di costruzione, avvenne nel 1866, lo stesso anno in cui fu stabilita, con la legge n. 3036 del 7 luglio, il divieto assoluto per ogni ente morale ecclesiastico di avere proprietà immobiliari, eccetto quelle parrocchiali.
In corrispondenza della canonica, sulla parete esterna della chiesa è scolpito lo stemma dell'arcivescovo Angiolo Franceschi

## Descrizione

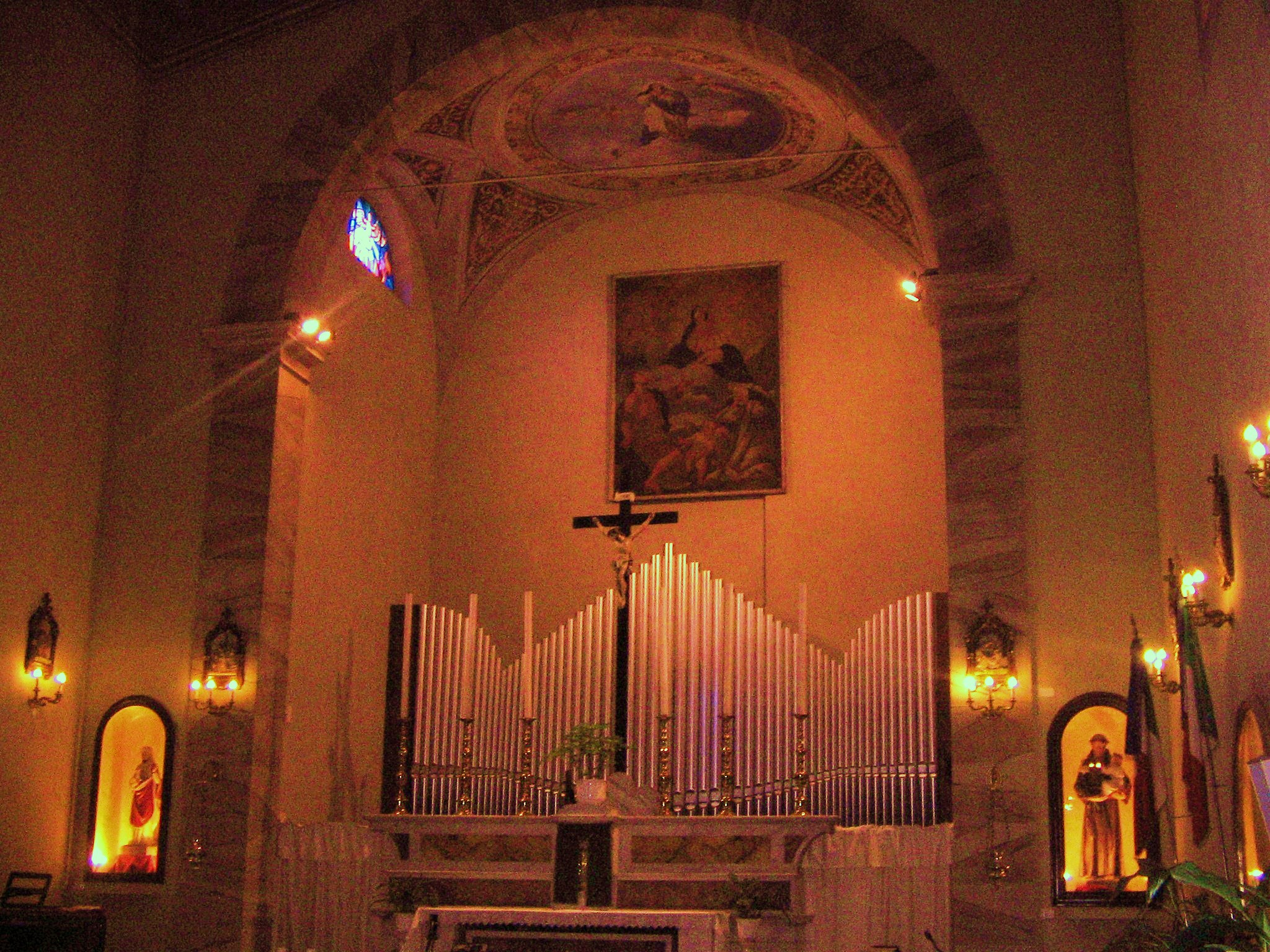
Interno della chiesa e altare

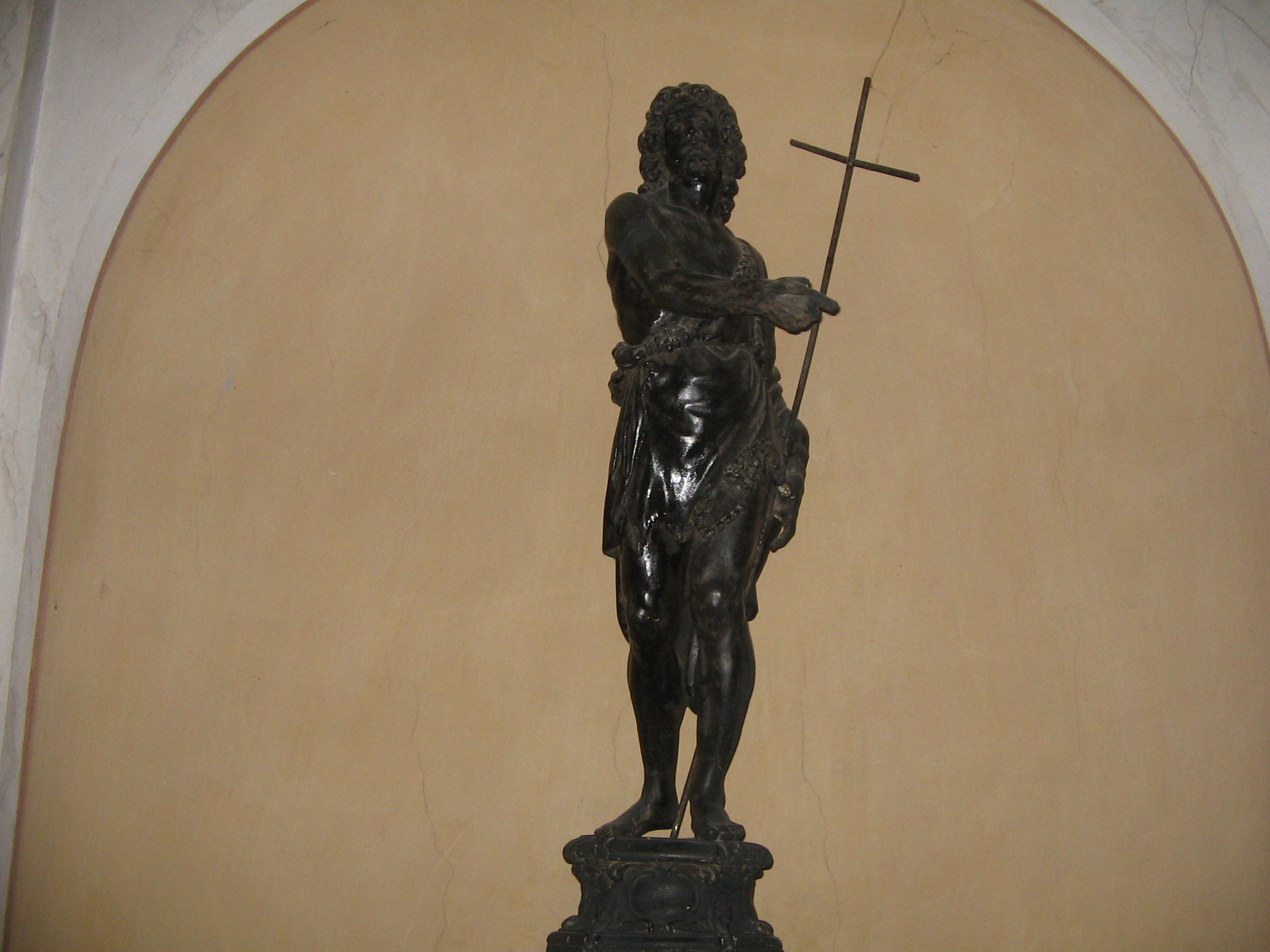
Scultura di San Giovanni Battista

La chiesa di San Leonardo è situata all'estremità settentrionale della frazione di Stagno, tra la via Aurelia e lo Scolmatore dell'Arno.
Presenta una semplice facciata a capanna, sormontata da un frontone e ornata solo da una finestra cieca semicircolare. La pianta è rettangolare, orientata verso ovest; sul lato destro si innalza il campanile.
L'interno è costituito da un'unica navata. All'altezza dell'altare, lateralmente, è presente un organo a canne.
Delle opere d'arte presenti non è stato finora possibile determinare con precisione gli autori, anche se chiari sono i soggetti ritratti. Si inizia con un dipinto di vaste dimensioni collocato sopra l'ingresso della chiesa che raffigura san Leonardo e il beato Guido della Gherardesca, sotto la Madonna con il Bambino. Dietro l'altare, campeggia poi un vasto dipinto in cui sono raffigurati san Ranieri e Santa Bona, oltre alla Madonna con il Bambino. Sull'acquasantiera è scolpita una scultura in marmo bianco di autore ignoto, che ritrae l'immagine di santa Barbara. Interessante è poi una scultura in bronzo che ritrae San Giovanni Battista, collocata nei pressi del fonte battesimale
La chiesa custodisce inoltre l'importante reliquia del dito di san Leonardo.
La chiesa di San Leonardo è stata sottoposta a completo restauro nel 2007, al fine di metterla in sicurezza. Durante i lavori si è provveduto a recuperare l'originario pavimento su cui era posta l'effigie della croce pisana.

## Note

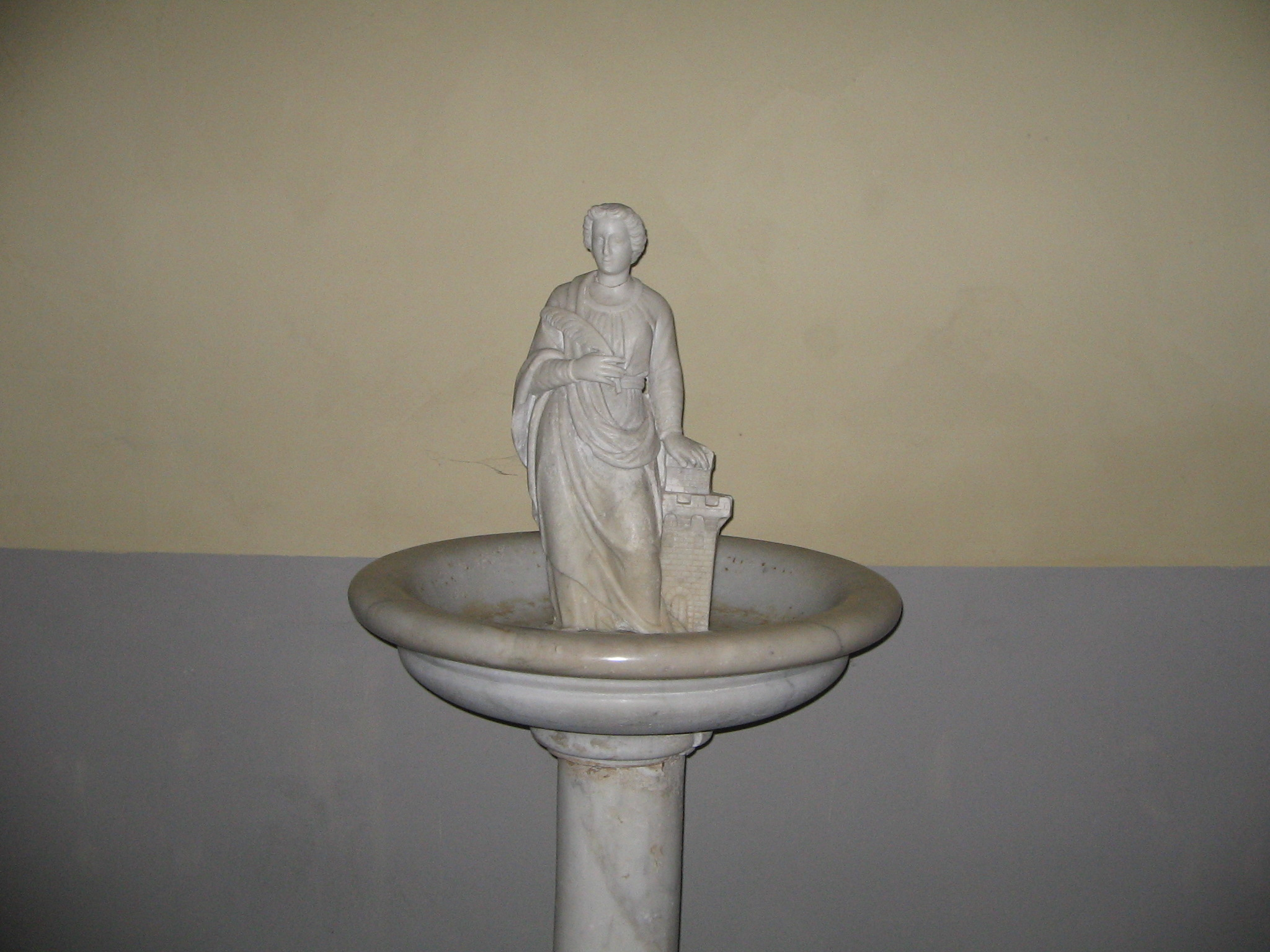
Acquasantiera e statua di Santa Barbara